# Леонора Карингтон
Леонора Карингтон (Клејтон-ле-Вудс, 6. април 1917 — Мексико Сити, 25. мај 2011) била је мексичка надреалистичка сликарка и књижевница. Родом је из Британије а највећи део живота провела је у Мексико Ситију. Одрасла је у породици текстилног магната, а на њен опус значајно је утицао Макс Ернст, са којим је имала љубавну везу и живела у Паризу. Током Другог светског рата склонила се у неутралну Шпанију, али је тамо неко време била затворена у психијатријској болници. Одатле је успела да побегне и нађе уточиште у Мексику, где је провела остатак живота. Позната је као једна од последњих “оригиналних” надреалиста.

## Биографија
Леонора Карингтон је рођена у Клејтон-ле-Вудсу, 6. априла 1917. године. Образовање је стекла од својих дадиља, наставника и монахиња. Често је била искључивана из многих школа због своје несташне природе док није послата породици у Фиренци, где је почела да похађа Пенрос Академију уметности. Њен отац је био против њене уметничке каријере, али ју је мајка безусловно подржавала. Након повратка у Лондон, почела је да похађа уметничку школу у Челсију и придружила се Озанфан академији, на чијем челу је био Амеде Озанфан.
Леонора се тада први пут срела са Озанфаном и упознала се с његовим надреалистичким делима у Лефт Банк галерији, 1927. године. Тамо је упознала и друге уметнике, укључујући и Пола Елијара.
Прва изложба Леонориних дела била је у галерији Блумсбери 1933. године. Била је позвана и да излаже 1936. на међународној изложби у Лондону, где је била једина жена учесник - професионални сликар. Постала је звезда преко ноћи. 
Леонора је Макса Ернста упознала на једној лондонској забави 1937. Ово двоје се заљубило и везало, али само на кратко. Ернст је, након пресељења у Париз, морао да напусти своју супругу. Леонора и Макс су сарађивали и напредовали док Немци нису напали француско село у ком су они живели и одвели Макса у концентрациони логор 1940. Скрхана, Леонора је отишла у Шпанију. Тензија што је преживела кулминирала је нервним сломом у британској амбасади у Мадриду. Њени родитељи су је одмах сместили у психијатријску болницу. Тамо је била под сталном терапијом кардиазолом - моћним леком који изазива стање шока. После неког времена била је пуштена на кућну негу и о њој се старала медицинска сестра у Лисабону, а потом је Леонора успела да побегне и организује превоз до Њујорка уз помоћ јендог мексичког дипломате, који ју је упознао и с Пикасом. Леонора се потом удала за дипломату, јер је то и био услов да јој помогне. 
Ернст је у међувремену био пуштен из логора, заједно са Пеги Гугенхајм, али су и он и Леонора патили што нису више могли да буду заједно. Овакав развој догађаја је имао кључну улогу у њеном даљем стваралаштву. Наставила је да живи и ради у Мексику и Њујорку. 
Нисам имала времена да будем ничија муза... Била сам презаузета побуном против своје породице и учењем да будем уметник

## Дела

### Проза
- (1938)
- (1939)
- (1939)
- (1964)
- (1976)
- (1940)

### Драме
- (1951)
- (1960)